# Liste der Erzbischöfe von Tunis
Die folgenden Personen waren Bischöfe von Karthago beziehungsweise Tunis:

## Bischöfe und Erzbischöfe
- Agrippinus (ca. 230)[1]
- Donatus I. (236/240)
- Cyprianus (248/249–258)
  - Fortunatus (Gegenbischof)
  - Maximus (Gegenbischof)
- Carpophorus (258–?)
- Lucianus
- Cyrus (ca. 300 ?)
- Mensurius (?–311/312)
- Caecilianus (311/312–nach 325)
  - Majorinus (donatistischer Bischof) (311/312–313)
  - Donatus II. (donatistischer Bischof) (313–ca. 350; verbannt 346/347)
- Rufus (ca. 340)
- Gratus (nach 340–nach 343)
  - Parmenianus (donatistischer Bischof) (362/363–391/392)
- Restitutus (ca. 359)
- Genethlius (ca. 390)
- Aurelius (392/293–429/430)
  - Primianus (donatistischer Bischof) (391–393)
  - Maximianus (Gegenbischof) (393–394)
  - Primianus (donatistischer Bischof) (394–nach 411)
- Capreolus (429/430–ca. 437)
- Quodvultdeus (ca. 437–454; flieht 439)
- Deogratias (454–456/457)
- vakant
- Eugenius (489/481–505; verbannt 496)
- vakant
- Bonifatius (ca. 523–535) (LThK)
- Reparatus (ca. 535–552; verbannt 551, † 563)
- Primosus (Primasius) (552–ca. 570)
- Publianus (bezeugt 582)
- Dominicus (ca. 590–600)
- Fortunius (?–646)
- Victor (646–ca. 650)
- Thomas (ca. 1053)
- Cyriacus (ca. 1076)

## Apostolische Vikare von Tunis
- Angelo da Coniglione OFMCap (1624–1630)
- Luigi di Palermo OFMCap (1630–1636)
- Alessandro da Genova OFMCap (1636–…)
- Jean le Vacher CM (1650–1683), seit 1668 auch Apostolischer Vikar von Algier
- Carlo d’Ancona OFMCap (1672–…)
- Vincenzo da Frascati OFMCap (1683–…)
- Francesco Gatta OFMCap (1687–1696)
- Luigi da Taggia OFMCap (1836–1842)
- Fidèle Sutter OFMCap (1844–1881)
- Spiridion-Salvatore-Costantino Buhadgiar (1884), Titularbischof von Ruspae

## Erzbischöfe von Karthago
- Charles Martial Lavigerie MAfr (1884–1892)
- Barthélemy Clément Combes (1893–1922)
- Alexis Lemaître MAfr (1922–1939)
- Charles-Albert Gounot CM (1939–1953)
- Maurice Perrin (1953–1964)

## Prälaten von Tunis
- Maurice Perrin (1964–1965)
- Michel Callens MAfr (1965–1990)
- vakant (1990–1992)
- Fouad Twal (1992–1995)

## Bischöfe von Tunis
- Fouad Twal (1995–2005) (dann Koadjutor des Lateinischen Patriarchen von Jerusalem)
- Maroun Lahham (2005–2010)

## Erzbischöfe von Tunis
- Maroun Lahham (2010–2012) (dann Weihbischof in Jerusalem)
- Ilario Antoniazzi (2013–2024)
- Nicolas Lhernould (2024–)